# Proleb
Proleb är en ort och kommun i Österrike. Den ligger i distriktet Leoben i förbundslandet Steiermark.
Kommunen består av fyra orter (Ortschaften) (inom parentes invånarantal 1 januari 2024):
- Kletschach (71)
- Köllach (388)
- Prentgraben (37)
- Proleb (1 073)